# Gogoșu (Mehedinți)
Gogoșu é uma comuna romena localizada no distrito de Mehedinți, na região de Oltênia. A comuna possui uma área de 76.19 km² e sua população era de 4430 habitantes segundo o censo de 2007.